# Kempnyia
Kempnyia és un gènere d'insectes plecòpters pertanyent a la família dels pèrlids.

## Hàbitat
En els seus estadis immadurs són aquàtics i viuen a l'aigua dolça, mentre que com a adults són terrestres i voladors.

## Distribució geogràfica
Es troba a Sud-amèrica: el Brasil i Veneçuela.

## Taxonomia
- Kempnyia alterosarum (Froehlich, 1988)
- Kempnyia auberti (Froehlich, 1996)
- Kempnyia barbiellinii (Navàs, 1925)
- Kempnyia brasilica (Navàs, 1932)
- Kempnyia brasiliensis (Pictet, F.J., 1841)
- Kempnyia colossica (Navàs, 1934)
- Kempnyia flava (Klapálek, 1916)
- Kempnyia goiana (Bispo & Froehlich, 2004)
- Kempnyia gracilenta (Enderlein, 1909)
- Kempnyia guassu (Froehlich, 1988)
- Kempnyia jatim (Froehlich, 1988)
- Kempnyia klugii (Pictet, F.J., 1841)
- Kempnyia mirim (Froehlich, 1984)
- Kempnyia neotropica (Jacobson & Bianchi, 1905)
- Kempnyia obtusa (Klapálek, 1916)
- Kempnyia oliverai (Bispo & Froehlich, 2004)
- Kempnyia petersorum (Froehlich, 1996)
- Kempnyia petropolitana (Navàs, 1929)
- Kempnyia reichardti (Froehlich, 1984)
- Kempnyia reticulata (Klapálek, 1916)
- Kempnyia sazimai (Froehlich, 1988)
- Kempnyia serrana (Navàs, 1936)
- Kempnyia sordida (Klapálek, 1916)
- Kempnyia tamoya (Froehlich, 1984)
- Kempnyia taunayi (Navàs, 1936)
- Kempnyia tenebrosa (Klapálek, 1916)
- Kempnyia tijucana (Dorville & Froehlich, 1997)
- Kempnyia umbrina (Froehlich, 1988)
- Kempnyia vanini (Froehlich, 1988)
- Kempnyia varipes (Klapálek, 1916)[4][5][6][7]